# Legea lui Dalton

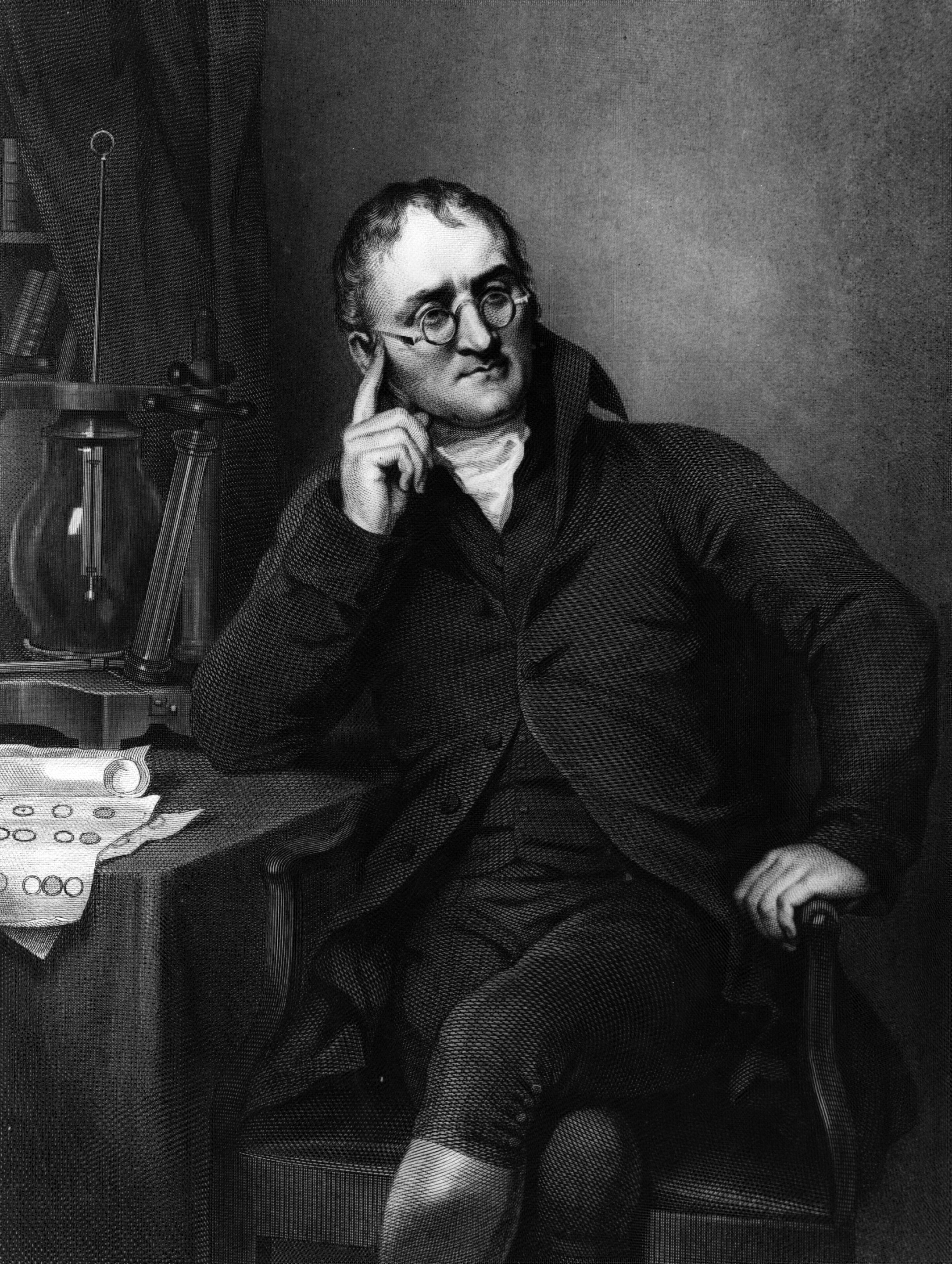
John Dalton (1766 - 1844)

Legea lui Dalton sau legea presiunilor parțiale este una din principalele legi ale gazelor și a fost enunțată de John Dalton în anul 1801.
La temperatură constantă, presiunea unui amestec de gaze este egală cu suma presiunilor pe care le-ar avea fiecare din gazele componente dacă ar ocupa singur volumul total, (presiunea amestecului de gaze este egală cu suma presiunilor parțiale ale gazelor pure care îl compun).
{\displaystyle P=p_{1}+p_{2}+\cdots +p_{n}}
unde {\displaystyle p_{1},\ p_{2},\ p_{n}} reprezintă presiunile parțiale ale fiecărei componente.

## Aplicații

### În scufundări
Aerul utilizat în scufundare este aerul atmosferic comprimat în buteliile aparatului de respirat sub apă, cu ajutorul compresorului. Aerul atmosferic este un amestec natural de gaze.
Compoziția aerului exprimată prin procent volumic al componentelor este următoarea:
- Oxigen (O2): 20,93 %
- Azot (N2): 78,10 %
- Argon (Ar): 0,9325 %
- Bioxid de carbon (CO2): 0,01 %
- Hidrogen (H2): 0,0018 %
- Neon (Ne): 0,0005 %
- Kripton (Kr): 0,0001 %
- Xenon (Xe): 0,00000 %

Suma concentrațiilor gazelor pure ce compun aerul este egală cu 100 %, iar suma fracțiilor volumice, r, ale acelorași componente este egală cu 1. r
Cu excepția oxigenului și azotului, suma concentrațiilor celorlalte gaze ce compun aerul este mai mică de 1%. În cadrul activităților de scufundare cu aer, se consideră că aerul este un amestec oxigen-azot (O2, N2 ), compus din 21 % oxigen și 79 % azot, respectiv 0,21 oxigen și 0,79 azot participație volumică: 
{\displaystyle r_{O_{2}}\,+\,r_{N_{2}}\,=\,1}
Aplicată aerului, Legea lui Dalton se poate scrie:
{\displaystyle p_{aer}\,=\,p_{O_{2}}\,+\,p_{N_{2}}}
Presiunile parțiale ale fiecărui gaz component al aerului se calculează cu relațiile:
{\displaystyle p_{O_{2}}=r_{O_{2}}\times p_{aer}}
{\displaystyle p_{N_{2}}=r_{N_{2}}\times p_{aer}}
Pentru aer la presiunea atmosferică (paer = 1 bar în scară absolută), presiunile parțiale ale celor două componente gazoase sunt:
{\displaystyle p_{O_{2}}=0,21\times 1=0,21\,bar(sc.abs.)}
{\displaystyle p_{N_{2}}=0,79\times 1=0,79\,bar(sc.abs.)}
{\displaystyle p_{aer}=p_{O_{2}}+p_{N_{2}}=0,21+0,79=1\,bar(sc.abs)}
Pentru aer la 5 bar (sc. abs.), presiunile parțiale ale oxigenului și azotului sunt:
{\displaystyle p_{O_{2}}=0,21\times 5=1,05\,bar(sc.abs.)}
{\displaystyle p_{N_{2}}=0,79\times 5=3,95\,bar(sc.abs.)}
{\displaystyle p_{aer}=p_{O_{2}}+p_{N_{2}}=1,05+3,95=5\,bar(sc.abs.)}
În timpul coborârii, presiunea aerului respirat de scafandru crește odată cu creșterea adâncimii conform legii generale a hidrostaticii ({\displaystyle p\,=\,p_{at}+\rho gh}). Deoarece în timpul coborârii presiunea gazului respirat de scafandru din aparat crește, vor crește și presiunile parțiale ale oxigenului și azotului care îl compun.